# Lm sensors
lm_sensors ist ein freies Linux-Programm zur Überwachung von verschiedenen Sensoren. lm_sensors liest Temperatur-, Spannungs und Lüfterdrehzahlwerte per SMBus oder I²C aus den Registern im Sensor aus.
Das Programm enthält eine Programmbibliothek (libsensors) mit einer Programmierschnittstelle sowie den daemon sensord.

## Beispielausgabe
```
$ sensors
nouveau-pci-0100
Adapter: PCI adapter
temp1:            N/A  (high = +95.0°C, hyst =  +3.0°C)
                       (crit = +105.0°C, hyst =  +5.0°C)
                       (emerg = +135.0°C, hyst =  +5.0°C)

coretemp-isa-0000
Adapter: ISA adapter
Physical id 0:  +54.0°C  (high = +84.0°C, crit = +100.0°C)
Core 0:         +52.0°C  (high = +84.0°C, crit = +100.0°C)
Core 1:         +54.0°C  (high = +84.0°C, crit = +100.0°C)

```

## Konfiguration
Mit der Kommandozeilenanwendung sensors-detect kann nach eingebetteten Sensoren in der Hardware gesucht werden. Für einige können zusätzliche Kernelmodule nötig sein. Bei Notebooks sind oft keine Sensoren auslesbar, da die Energieverwaltung nicht vom Betriebssystem, sondern vom ACPI übernommen wird.

## Wahrnehmung in der Öffentlichkeit
Das Programm lm_sensors wurde international bereits in mehreren Büchern erwähnt, darunter auf Deutsch Netzwerke mit Linux: Hochverfügbarkeit, Sicherheit und Performance ... und den Zeitschriften Linux-Magazin, c't-Magazin, ADMIN-Magazin und PC-Welt.